# Tony Oursler
Tony Oursler (New York, 1957) è un artista statunitense noto per le sue opere multimediali, le sue installazioni e le sue opere di performing art.

## Biografia
Membro di un gruppo rock, i Poetics, insieme ai colleghi Mike Kelley e John Miller, anch'essi artisti, durante la sua carriera ha collaborato con Constance DeJong, Tony Conrad e con Dan Graham e Sonic Youth. Le opere multimediali che l'hanno reso famoso sono video proiettati in tre dimensioni, spesso su superfici sferiche, che accentuano la carica espressiva del soggetto, un viso nell'atto di parlare, osservare o urlare.
Combinando scultura, proiezioni multimediali e registrazioni della voce umana, Oursler ricerca l'interazione con il pubblico e l'animazione di concetti psicologici e filosofici all'interno di uno spazio quasi onirico: grande attenzione è data alla luce (si veda ad esempio la sua installazione Streetlight del 1997 o Optics del 1999, che esaminava la polarità della luce attraverso una camera oscura). Nel 2013 ha firmato la regia del videoclip Where are we now? di David Bowie.

## Mostre in Italia
- Graziano Menolascina (a cura di), Tony Oursler – Dum-Dum, Metalbreath, Wadcutte, PRAC - Centro per l'Arte Contemporanea, Ponzano Romeno (RM), 16 maggio - 18 luglio 2021, mostra personale.
- La rivoluzione siamo noi. Collezionismo italiano contemporaneo, 1 febbraio - 24 maggio 2020, mostra collettiva, XNL Piacenza Contemporanea, Piacenza
- The Dark Side, 9 Ottobre 2019 - 1 Marzo 2020, Musja, Roma
- The Volcano, Poetics Tattoo & UFO, 5 aprile - 1 giugno 2019, Dep Art Gallery, Milano
- Paranormal: Tony Oursler vs Gustavo Rol, 3 novembre 2017 - 25 febbraio 2018, Pinacoteca Giovanni e Marella Agnelli, Torino
- Innesti Psciotici, 17 aprile - 12 luglio 2014, Galleria In Arco, Torino
- Strawberry Ecstasy Green, 31 maggio - 24 novembre 2013, Espace Louis Vuitton Archiviato il 27 giugno 2020 in Internet Archive., Venezia
- Denouement, 28 settembre - 21 dicembre 2012, FaMa Gallery, Verona
- Open Obscura, 18 marzo - 18 giugno 2011, Padiglione d'Arte Contemporanea, Milano
- Il Trucco e le Maschere, 1 gennaio - 30 marzo 2010, Byblos Art Gallery Archiviato il 7 aprile 2020 in Internet Archive., Verona
- Retrospective, 11 ottobre - 3 gennaio 2002, Museo D'Arte Contemporanea Roma MACRO, Roma
- Ambient Series, 16 agosto - 16 settembre 2001, Galleria In Arco, Torino